# Potamomyces armatisporus
Potamomyces armatisporus är en svampart som beskrevs av K.D. Hyde 1995. Potamomyces armatisporus ingår i släktet Potamomyces, klassen Dothideomycetes, divisionen sporsäcksvampar och riket svampar.   Inga underarter finns listade i Catalogue of Life.